# Камбаш (Олейруш)
Камбаш (порт. Cambas) — район (фрегезия) в Португалии, входит в округ Каштелу-Бранку. Является составной частью муниципалитета Олейруш. По старому административному делению входил в провинцию Бейра-Байша. Входит в экономико-статистический субрегион Пиньял-Интериор-Сул, который входит в Центральный регион. Население составляет 349 человек на 2001 год. Занимает площадь 47,35 км².